# Stare Gaje
Stare Gaje (Stary Gaj) – osada w Polsce położona w województwie warmińsko-mazurskim, w powiecie olsztyńskim, w gminie Olsztynek. Miejscowość wchodzi w skład sołectwa Gaj. W latach 1975–1998 miejscowość należała administracyjnie do województwa olsztyńskiego.
Niewielka osada, położona około półtora kilometra na południe od miejscowości Gaj. W 1997 roku mieszkało tu 8 osób, a w 2005 - 7.